# Tipula (Acutipula) angolana
Tipula (Acutipula) angolana is een tweevleugelige uit de familie langpootmuggen (Tipulidae). De soort komt voor in het Afrotropisch gebied.